# Jesper Wulff
Jesper Wulff Pedersen (født 12. september 1995) er en dansk ishockeyspiller. Han spiller i øjeblikket for Aalborg Pirates.

## Biografi
Jesper er født i Sønderborg og opvokset i Aarhus og spillede for Aarhus IK som ungdomsspiller.

## Aalborg Pirates

### Sæsonen 2014-15[2]
| Grundspil     |
| Kampe spillet |
| ------------- |
| 2             |
| Slutspil      |
| Kampe spillet |
| -             |

### Sæsonen 2015-16[2]
| Grundspil     |
| Kampe spillet |
| ------------- |
| 6             |
| Slutspil      |
| Kampe spillet |
| -             |

### Sæsonen 2016-17[2]
| Grundspil     |
| Kampe spillet |
| ------------- |
| 2             |
| Slutspil      |
| Kampe spillet |
| -             |

### Sæsonen 2017-18[2]
| Grundspil     |
| Kampe spillet |
| ------------- |
| 6             |
| Slutspil      |
| Kampe spillet |
| -             |

### Sæsonen 2018-19[2]
| Grundspil     |
| Kampe spillet |
| ------------- |
| 2             |
| Slutspil      |
| Kampe spillet |
| -             |

### Sæsonen 2019-20[2]
| Grundspil     |
| Kampe spillet |
| ------------- |
|               |
| Slutspil      |
| Kampe spillet |
|               |